# Mellem brødre (Matador)
 For alternative betydninger, se Mellem brødre (kortfilm).
"Mellem brødre" er det 23. afsnit af den danske tv-serie Matador. Det blev skrevet af Lise Nørgaard og instrueret af Erik Balling. 
Afsnittet foregår i 1946.

## Handling
Boldt har giftet sig med Ada, som er blevet ny værtinde på Jernbanerestauranten. Hun omdøber stedet til Rosenhaven.
Murermester Jessen accepterer ikke Jørgen Varnæs' forklaring om sagen med salget af Havgården, og Jessen lader ham derfor ikke genindtræde i bestyrelsen. Jørgen får et nervesammenbrud og bliver indlagt.
Ulrik Varnæs får sønnen Christian med Maja. De flytter ind i Elisabeth Friis' tidligere lejlighed i Korsbæk. Elisabeth og Kristen Skjern er nemlig blevet gift og er flyttet sammen i Kristens lejlighed. Senere flytter de til København, da Kristen stopper i Omegnsbanken, fordi han ikke længere ønsker at samarbejde med den kompromisløse og ubarmhjertelige Mads Skjern.